# Conker: Live & Reloaded
Conker: Live & Reloaded é um jogo eletrônico de plataforma desenvolvido pela Rare e lançado exclusivamente para o Xbox em junho de 2005. O modo um jogador é um remake do jogo Conker's Bad Fur Day de 2001 para o Nintendo 64. No entanto, inclui um novo modo multijogador que é diferente da versão de Nintendo 64 usando o Xbox Live. O desenvolvimento começou no momento em que o estúdio foi comprado pela Microsoft em 2002. Em 17 de abril de 2018, Live & Reloaded tornou-se retrocompatível com o Xbox One. Ele também foi adicionado à Microsoft Store como uma cópia digital.

## Multijogador e jogabilidade
O Multijogador em Live & Reloaded usa a mesma perspectiva de terceira pessoa do jogo para um jogador. O multijogador consiste em diferentes modos de jogo, como Capture the Flag ou os modos padrão de Deathmatch. O jogador pode participar como membro do SHC ou do Tediz. Além da escolha de um soldado, o jogo tem uma escolha de "classes" que afetam significativamente o estilo de jogo.
Cada classe tem seu próprio equipamento especial, habilidades especiais e capacidades físicas, cada uma sendo projetada para um propósito distinto. Elas também são projetadas para ter vantagens contra certas classes enquanto são vulneráveis a outras. Por exemplo, o lança-chamas do Thermophile inflige danos extremos em Sneekers e Long Rangers, que têm menos saúde, mas é virtualmente inútil contra o Demolisher de alta vitalidade. Cada classe vem equipada com uma arma primária com munição ilimitada (embora o recarregamento da arma ainda seja necessário), um estoque limitado de granadas e pelo menos uma habilidade especial. Cada classe também pode escolher entre vários itens de artilharia especializados e veículos exclusivos da classe, que podem ser obtidos em estações em bases da equipe (no entanto, uma opção está disponível para o host de um servidor para desativar um ou ambos os recursos). Habilidades comuns a todas as classes são a habilidade de carregar todas as armas nos ombros para ter velocidade de corrida extra, e uma lata de spray que pode ser usada para aplicar a imagem do avatar do jogador nas paredes para zombar de oponentes humanos. Espalhados pelas arenas estão Orbes de Melhoria amarelos, que concedem ao jogador mais equipamentos e habilidades quando obtidos. Um jogador perde seu orbe de melhoria ao morrer, permitindo que outro jogador o obtenha.
Os terminais são encontrados em todas as missões, geralmente perto de uma base. Terminais são computadores que dispensam itens ou veículos úteis e podem ser acessados por um jogador durante o jogo. Quando acessado, o jogador recebe um menu dos itens disponíveis. Quando um item é escolhido, ele pode ser retirado em uma área de dispensador adjacente. Os objetos recebidos dos terminais desaparecem com a morte do jogador que os obteve. Os terminais podem ser neutros e disponíveis em ambos os lados ou sob o controle de um lado. Os terminais podem ser atacados e desativados, mas não destruídos. Se danificados ou desativados, eles podem ser reparados com uma solda a arco, emitida para as classes Demolisher e Sky Jockey. Terminais neutros ou controlados pelo inimigo podem ser hackeados com um dispositivo de hack de Sneeker. Existem dois tipos de terminais: terminais de Portaria Especializada e terminais de Unidades Móveis.

## Censura
O desenvolvimento começou em 2002, logo depois que a Microsoft comprou a Rare. O jogo foi originalmente intitulado Conker: Live and Uncut e apresentaria uma experiência um jogador completamente sem censura. Em algum ponto durante o desenvolvimento do jogo, isso foi alterado e o jogo foi lançado com alguma censura. A censura incluiu algumas obscenidades que estavam presentes na versão original do N64. Isso atraiu críticas dos fãs do original, especialmente porque prejudicou os destaques cômicos, como a canção "Great Mighty Poo" no capítulo Sloprano. Essa música também foi censurada na trilha sonora, embora a Rare já tivesse a versão Xbox sem censura da música em seu site.
Como o original, o jogo foi classificado como M pela ESRB e trazia avisos sobre seu conteúdo, bem como avisos promocionais falsificados da Rare que anunciavam o fato de que o conteúdo do jogo era explicitamente 'adulto'.

## Recepção
Conker: Live & Reloaded foi recebido positivamente pela crítica por sua apresentação e gráficos. O jogo foi nomeado "Best of E3 2005" da IGN na categoria de "Best Graphics" para Xbox. No entanto, foi criticado por mudanças na campanha para um jogador em relação ao original, como a remoção de certos desafios, e a falta de refinamento em áreas como a animação facial que era perfeita no Nintendo 64. O IGN não achou o novo multijogador tão divertido quanto o original.
O modo multijogador (novo nesta versão do jogo) permaneceu popular até 2007 (mais de um ano e meio desde seu lançamento), quando permaneceu entre os 10 títulos online mais jogados em sua plataforma.
A Maxim deu um dez perfeito e afirmou que, "até 16 pessoas podem incendiar umas às outras. É mais de tudo que você amava (e pessoas decentes protestaram)". O The New York Times deu uma crítica favorável, afirmando: "O jogo é essencialmente uma burlesca de todos os jogos com lindas criaturas da floresta. Tem o tipo de desafios de salto de plataforma, escalada de corda e ataque de monstros vistos em muitos desses jogos, mas adiciona animais desbocados, humor escatológico e litros de sangue de desenho animado intensamente escarlate." O The Sydney Morning Herald deu quatro estrelas em cinco e disse: "O humor esquisito não agradará a todos, mas muitos filmes são ridicularizados de forma hilária". No entanto, Jim Schaefer, do Detroit Free Press, deu-lhe três estrelas em quatro e disse que achou "divertido reviver parte do comportamento obsceno de Conker, mas gostaria que eles inventassem uma nova história em vez de refazer a antiga." No Japão, a Famitsu deu uma pontuação de quatro setes, para um total de 28 de 40.